# NGC 3169
NGC 3169 est une galaxie spirale située dans la constellation du Sextant. NGC 3169 a été découverte par l'astronome germano-britannique William Herschel en 1783.

## Caractéristiques
Sa vitesse par rapport au fond diffus cosmologique est de 1 585 ± 25 km/s, ce qui correspond à une distance de Hubble de 23,4 ± 1,7 Mpc (∼76,3 millions d'al).
La classe de luminosité de NGC 3169 est I et elle présente une large raie HI. Elle renferme également des régions d'hydrogène ionisé. De plus, c'est une galaxie LINER, c'est-à-dire une galaxie dont le noyau présente un spectre d'émission caractérisé par de larges raies d'atomes faiblement ionisés. La luminosité de NGC 3169 dans l'infrarouge lointain (de 40 à 400 µm) est égale à 1,12 × 1010 {\displaystyle L_{\odot }} (1010,05{\displaystyle L_{\odot }}) et sa luminosité totale dans l'infrarouge (de 8 à 1 000 µm) est de 1,51 × 1010 {\displaystyle L_{\odot }} (1010,18{\displaystyle L_{\odot }}).
À ce jour, 15 mesures non basées sur le décalage vers le rouge (redshift) donnent une distance de 22,500 ± 12,804 Mpc (∼73,4 millions d'al), ce qui est à l'intérieur des valeurs de la distance de Hubble.

## Morphologie
Eskridge, Frogel et Pogge ont publié un article en 2002 décrivant la morphologie de 205 galaxies spirales rapprochées. Les observations ont été réalisées dans la bande H de l'infrarouge et dans la bande B (le bleu). Selon Eskridge et ses collègues, NGC 3169 est une galaxie spirale de type Sb dans la bande B et S0/a dans la bande H. Le noyau de cette galaxie est aplati eet très brillant. Le bulbe est elliptique présente des indices montrant qu'il est traversé par une barre peu lumineuse. Les isophotes externes du bulbe apparaissent légèrement carrés. Même si le disque ne présente pas une luminosité de surface élevé, il est très grand, remplissant peut-être un peu trop le champ de vision. Le type lenticulaire (S0/a) dans l'infrarouge provient de l'absence de structure spirale dans ce domaine du spectre.

## Supernova
Deux supernovas ont été découvertes dans NGC 3169 : SN 1984E et SN 2003 cg.

### SN 1984E
La supernova SN 1984E a été découverte le 30 mars 1984 par Natalya Metlova, par l'astronome amateur australien Robert Evans et par Okazaki. Le type de cette supernova n'a pas été déterminé.

### SN 2003cg
La supernova SN 2003 cg a été découverte le 21 mars 2003 à Yamagata au Japon par l'astronome japonais Koichi Itagaki et par l'astronome amateur britannique Ron Arbour. Cette supernova était de type Ia,.

## Trou noir supermassif
Selon un article basé sur les mesures de luminosité de la bande K de l'infrarouge proche du bulbe de NGC 3169, on obtient une valeur de 108,2 {\displaystyle M_{\odot }} (158 millions de masses solaires) pour le trou noir supermassif qui s'y trouve.

## Groupe de NGC 3169
NGC 3169 est la galaxie la plus brillante d'un groupe de galaxies auquel elle a donné son nom. En plus de NGC 3619, le groupe de NGC 3169 comprend au moins 4 autres galaxies, soit NGC 3156, NGC 3165, NGC 3166 et UGC 5539. Les quatre galaxies du catalogue NGC sont aussi mentionnées dans un article publié par Abraham Mahtessian en 1998 et sur le site « Un Atlas de l'Univers » de Richard Powell.
Comme on peut le voir sur l'image captée à l'observatoire La Silla au Chili, de larges régions d'étoiles et de gaz sont dispersées autour de NGC 3169 et de NGC 3166 en raison de leur forte interaction gravitationnelle. Sur cette image, on perçoit le début de formation d'un pont de matière entre ces deux galaxies.

## Galerie

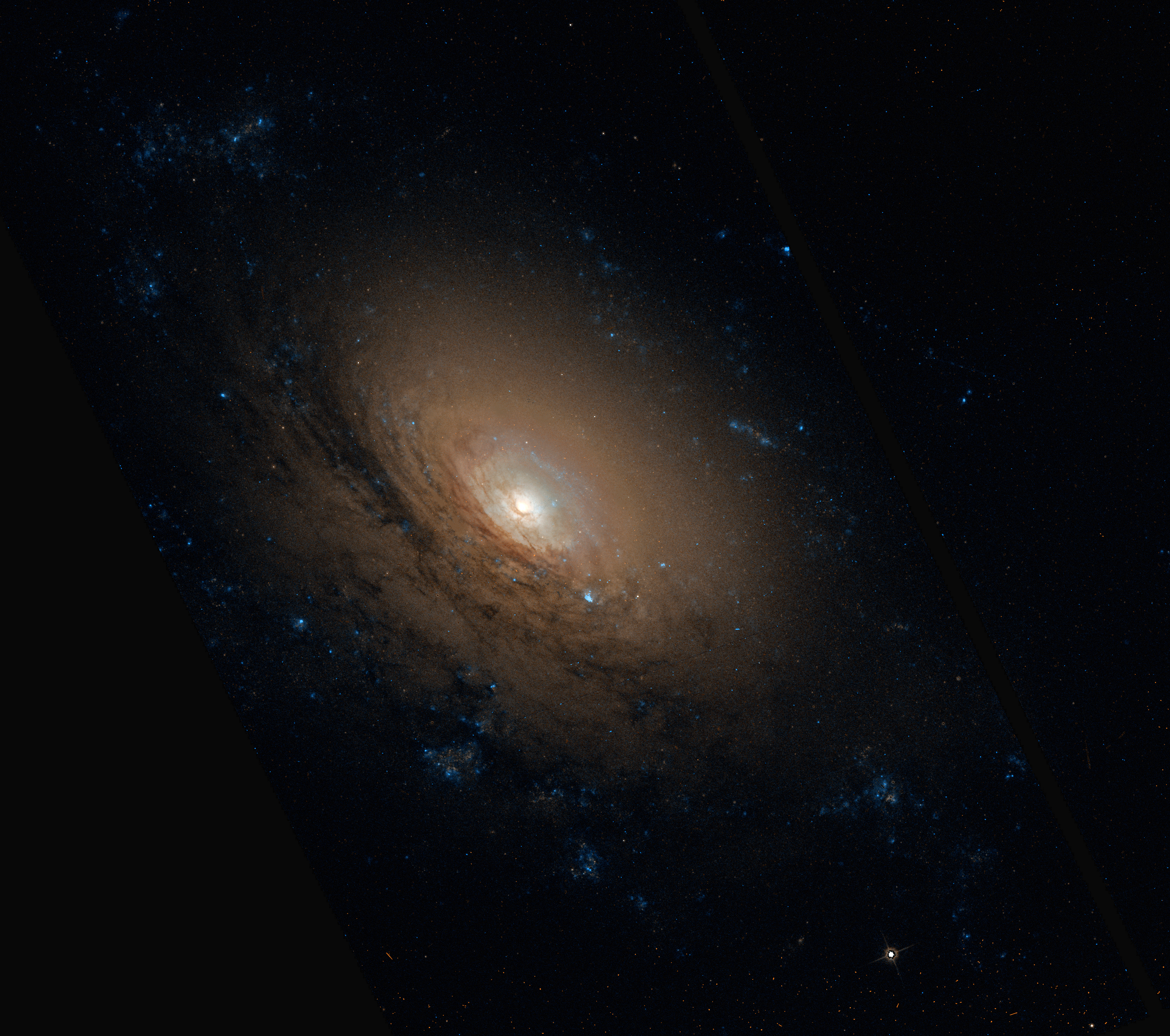
NGC 3169 par le télescope spatial Hubble.
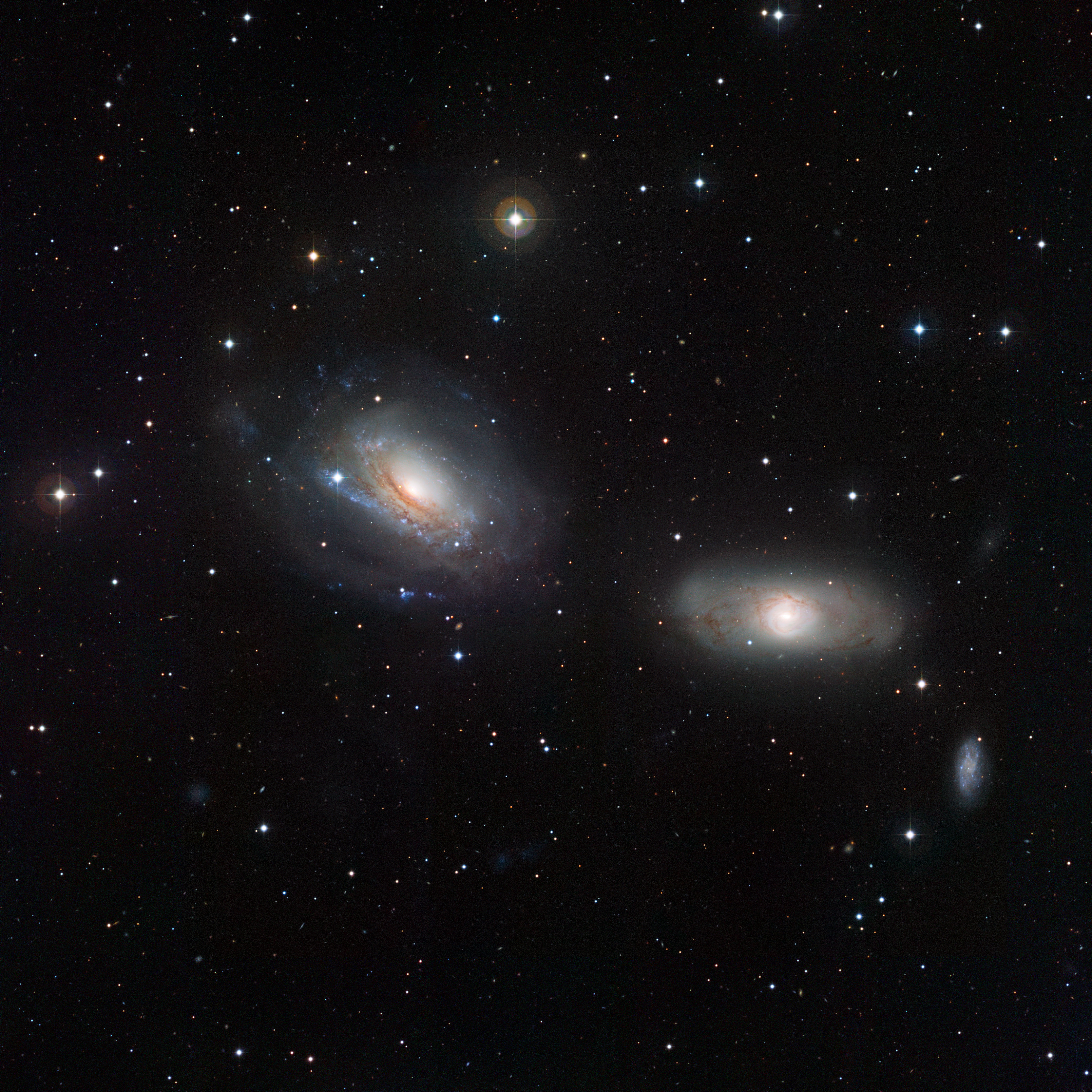
Trois des 5 galaxies du groupe de NGC 3169 (Observatoire La Silla, Chili)
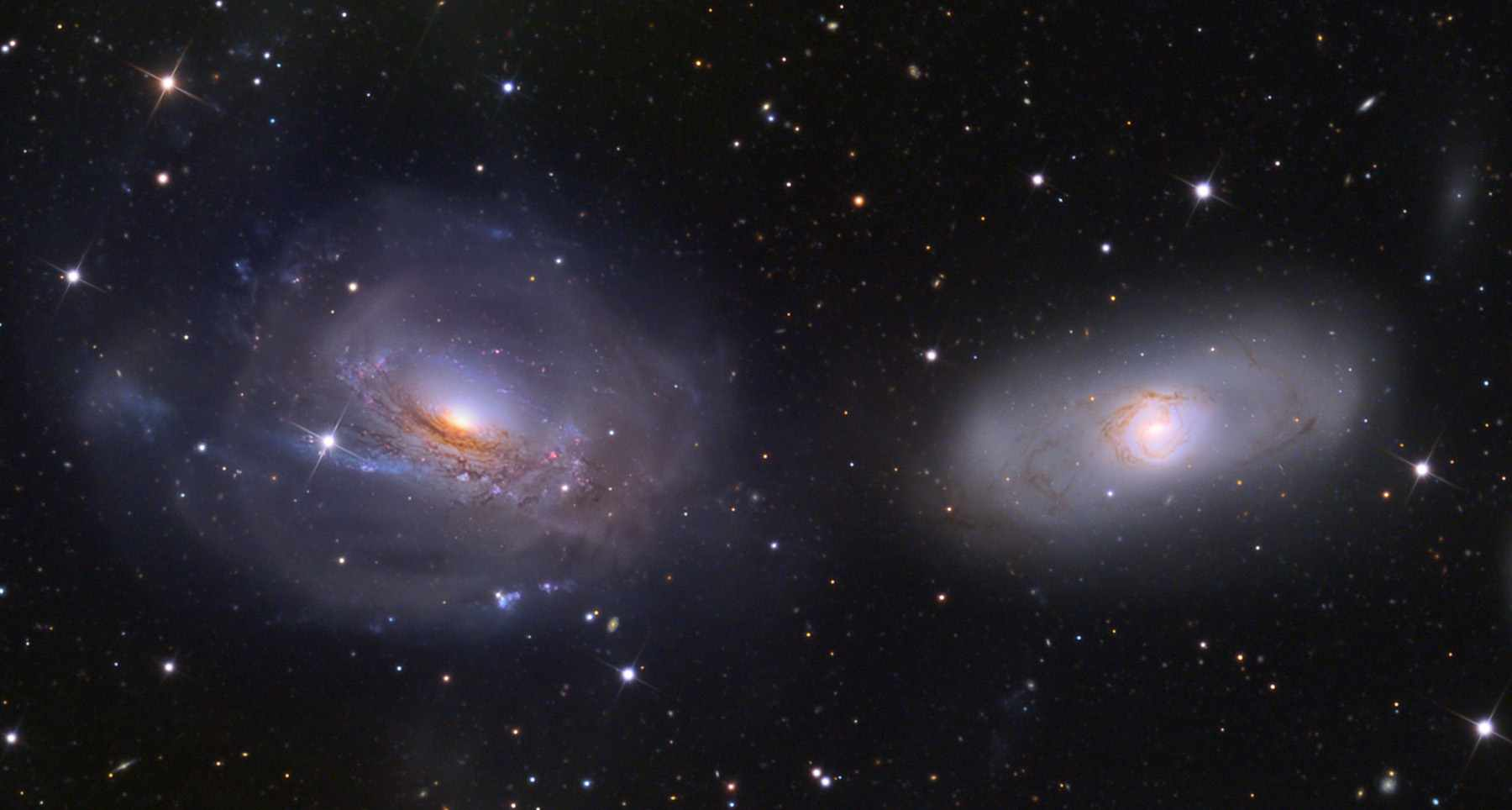
NGC 3166 (à droite) et NGC 3169 (Adam Block/Mount Lemmon SkyCenter/University of Arizona)
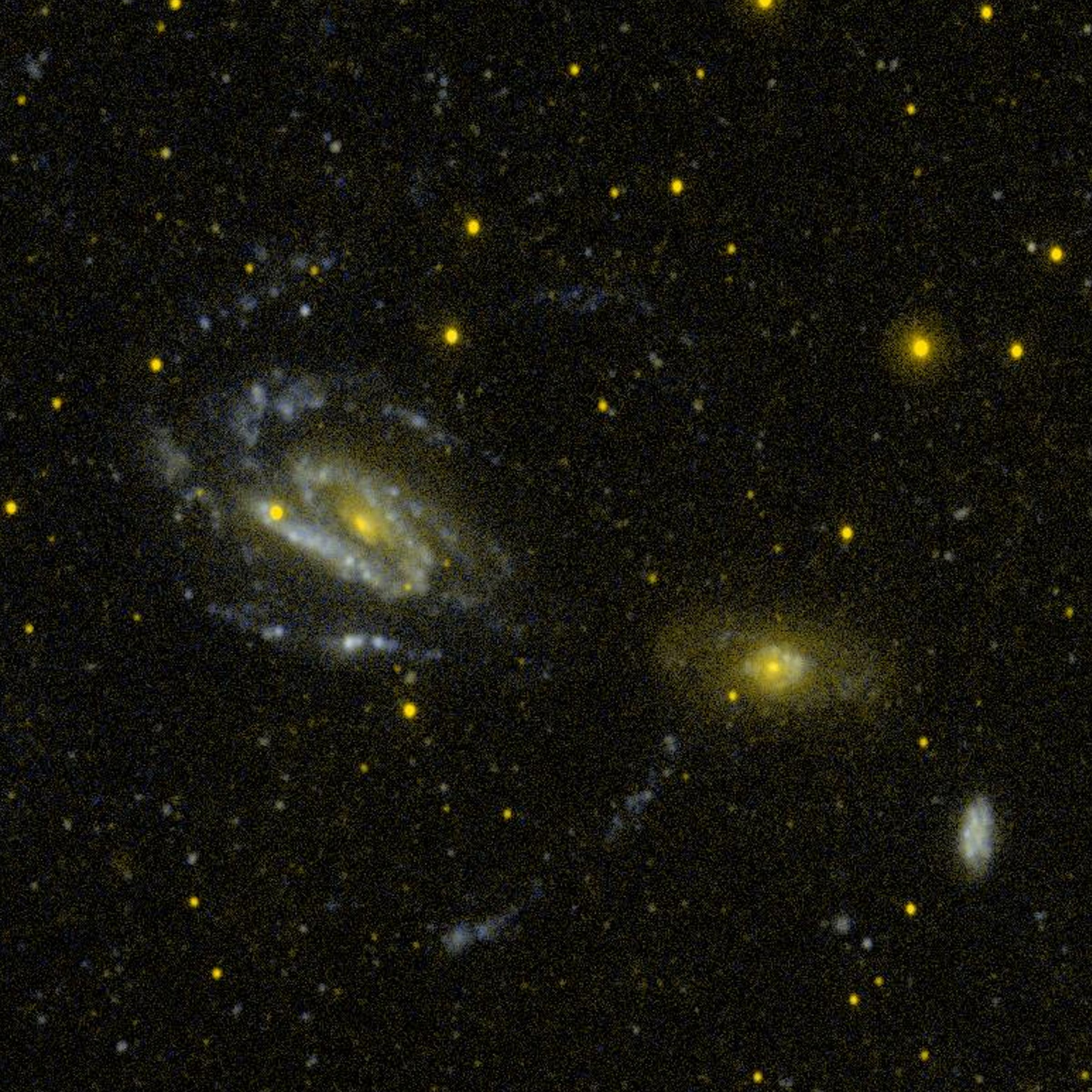
De droite à gauche NGC 3165, NGC 3166 et NGC 3169 (GALEX).
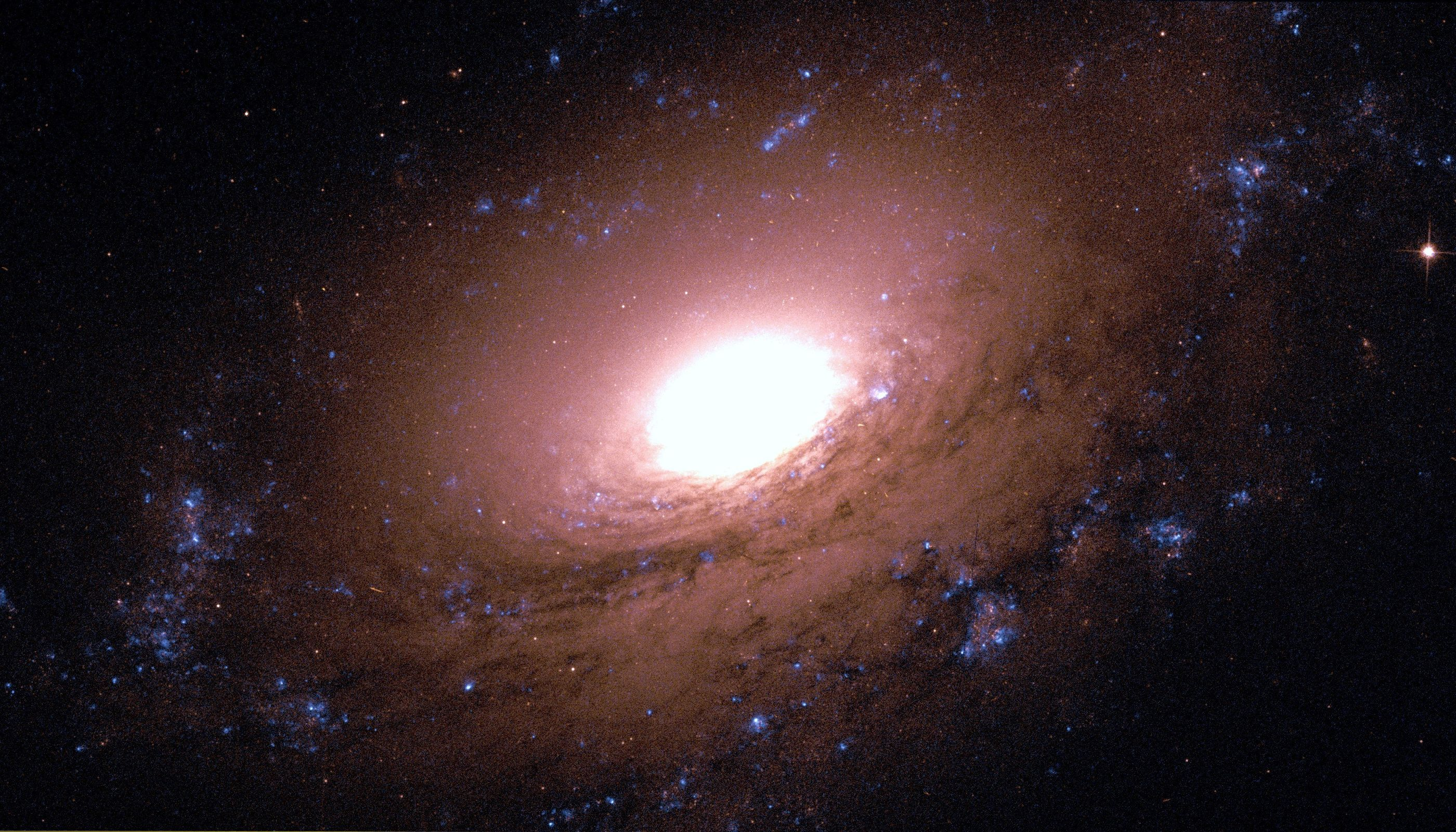
Autre interprétation des données de la galaxie NGC 3169 captées par le télescope Hubble.